# Helmut Bellingrodt
Helmut Bellingrodt Wolff (Barranquilla, 10 de julio de 1949) es un tirador colombiano, dos veces medallista de plata olímpico. Obtuvo para su país la primera medalla en unos Juegos Olímpicos, en Múnich 1972, en la modalidad de tiro al jabalí. Nuevamente consiguió la medalla de plata en los Juegos Olímpicos de Los Ángeles 1984. Además, fue campeón mundial de la modalidad en 1974.

## Orígenes
Helmut Bellingrodt Wolff nació en Barranquilla. Es hijo de la alemana Anneliese Ángela Wolff, y del empresario colombiano Ernesto Antonio Bellingrodt, de ascendencia alemana (padre originario de Hamburgo) y venezolana (madre originaria de Maracaibo). 
Bellingrodt es bachiller del Colegio Biffi La Salle y arquitecto de la Universidad Autónoma del Caribe.

## Inicios
Helmut Bellingrodt se inició como tirador en un polígono de la Policía Nacional en Barranquilla en 1959. Ese año representó al departamento del Atlántico en el Campeonato Nacional en la categoría juvenil siendo todavía infantil, por lo que no obtuvo buenos resultados. Tuvo como entrenador a su padre. Obtuvo el subcampeonato nacional de 1966, el cual fue ganado por su hermano Hanspeter.
En 1969 participó sin éxito en su primer campeonato internacional en la especialidad de Blanco Móvil 50 metros, conocida también como tiro al jabalí. En 1970, en el Mundial de Phoenix, Arizona, alcanzó el octavo lugar, mejor participación de un latinoamericano en el evento.

## Consolidación
Bellingrodt llegó a los Juegos Olímpicos de Múnich 1972 con muy buena preparación. Dos veces había superado la marca mundial, pero no en campeonatos mundiales, por lo que no fueron reconocidas como tal. 
El 1.º de septiembre, en la prueba de tiro al jabalí, Bellingrodt disparó 60 tiros, alcanzó 565 puntos sobre 600 que le significaron la medalla de plata, la primera presea olímpica para Colombia en 40 años de participaciones en Juegos Olímpicos. El oro quedó en poder del soviético Yakov Zhelezniak, quien hizo 4 puntos más que Bellingrodt.
El recibimiento que se le brindó en Barranquilla fue apoteósico; la concentración de gentes fue tan grande en su casa, que hubo de desplazarse a las instalaciones de la Universidad Autónoma del Caribe, donde estudiaba Arquitectura. El medallista recibió todo tipo de homenajes tanto del gobierno local como del nacional en virtud de su logro.
Dos años después, Bellingrodt participó en el Campeonato Mundial de Tiro de 1974, en Thun, Suiza, obteniendo el título mundial con 96 puntos contra 91 de su rival, el soviético Valeri Postaianov. Estableció de paso nuevo récord de 577 puntos en la clasificación general.
Participó en los Juegos Olímpicos de Montreal 1976, ocupando el sexto lugar.
Bellingrodt participó en los Juegos Olímpicos de Los Ángeles 1984. El 31 de julio obtuvo la medalla de plata en tiro al jabalí, superado en una final dramática por el chino Li Yuwei.
Se retiró totalmente de la modalidad de tiro al jabalí en 1995, y desde entonces compite en skeet (tiro al platillo) en la categoría sénior máster. Ha participado repetidas veces en la Copa Miami, quedando en primer lugar en su categoría.

## Mejores actuaciones
- 1972: Múnich, Alemania, Juegos Olímpicos, Medalla de Plata.
- 1973: Melbourne, Australia, Campeonato Mundial, Tercer Lugar. En este mismo campeonato repitió tercer lugar en la modalidad de Mixtos.
- 1974: Thun, Suiza, Campeonato Mundial, Campeón Mundial imponiendo nuevo récord mundial.
- 1975: Múnich, Alemania, Campeonato Mundial, subcampeón Mundial.
- 1976: Montreal, Canadá, Juegos Olímpicos, sexto lugar.
- 1978: Juegos Centroamericanos y del Caribe, Medellín, campeón con récord.
- 1979: Seúl, Corea del Sur, Campeonato Mundial, 12.º individual y 3.º por equipos. De 1973 a 1989 participó en el Torneo Benito Juárez en la Ciudad de México, obteniendo 6 veces el primer lugar, 3 veces el segundo y 2 veces el tercero.
- 1983: Caracas, Venezuela, Juegos Panamericanos, campeón con récord.
- 1984: Juegos Olímpicos, Los Ángeles. Medalla de plata.